# A Canção de Lisboa (2016)
A Canção de Lisboa (Portugiesisch für: „Das Lied von Lissabon“) ist eine portugiesische Filmkomödie des Regisseurs und Schauspielers Pedro Varela aus dem Jahr 2016.
Der Film ist eine Neuverfilmung von Das Lied von Lissabon (1933) und letzter Teil einer Trilogie, die populäre Comédias portuguesas der 30er und 40er Jahre neu adaptiert (nach O Pátio das Cantigas (2015) und O Leão da Estrela (2015)).

## Handlung
Vasco ist Student in Lissabon. Seinen Lebensunterhalt bestreiten seine wohlhabenden Tanten in Porto, die ihn für einen erfolgreichen Medizinstudenten und angehenden Arzt halten. Tatsächlich jedoch ist er lieber in den Bars und Clubs der Hauptstadt unterwegs und bändelt mit dem weiblichen Geschlecht an. Besonders angetan hat es ihm Alice, die aus Brasilien heimgekehrte musikalische Tochter des Karrierepolitikers José Caetano, der sich Hoffnungen auf das Amt des Premierministers Portugals macht.
Doch Vascos Leben gerät außer Kontrolle, als er erneut durch eine mündliche Prüfung fällt und am gleichen Tag noch eine E-Mail seiner Tanten erhält, die ihm ihren Besuch ankündigen.
Nun muss er den Tanten vorspielen, ein so tugendhafter wie erfolgreicher Jungmediziner zu sein. Die Fassade bröckelt jedoch zwischen seinen Lügen und den darauf aufbauenden Erwartungen seiner Tanten, seiner abweisenden Alice und ihrem auf seine Karriere fixierten Vater. Mit Hilfe von Freunden und Zufällen kann er sein Lügenkonstrukt noch eine Zeit aufrechterhalten, dann scheint es endgültig zusammenzubrechen. Durch Rückbesinnung und einige Anstrengung gelingt Vasco dann aber eine Kehrtwende.

## Rezeption
Der Film ist als Familienfilm angelegt und kam, nach einer Vorpremiere am 3. Juli 2016 im City-Kino Leiria, am 14. Juli 2016 in die portugiesischen Kinos. Mit 188.124 Zuschauern wurde er danach zum erfolgreichsten portugiesischen Film des Jahres 2016 und zählt seither (Stand Januar 2023) zu den 15 erfolgreichsten portugiesischen Filmen seit 2004 (Beginn der öffentlich geführten Box-Office-Statistiken durch das portugiesische Filminstitut ICA).
Er gewann zwei portugiesische Filmpreise und war für die Prémios Sophia in drei Kategorien nominiert, ging dort aber leer aus. Auch beim Filmfest Hamburg war er nominiert, hier für den Publikumspreis, gewann die Auszeichnung am Ende jedoch nicht.
Der Film erschien danach als DVD bei NOS Audiovisuais und wurde am 4. April 2021 erstmals im Fernsehen gezeigt, bei RTP1, dem ersten Kanal des öffentlich-rechtlichen Fernsehsenders RTP.